# 사칭
사칭(詐稱)은 어떤 것을 베끼거나 따라해 자신이 만든 것처럼 거짓으로 속여 이르는 행위이다.

## 같이 보기
- 사기죄
- 가명